# Donald M. Lionetti

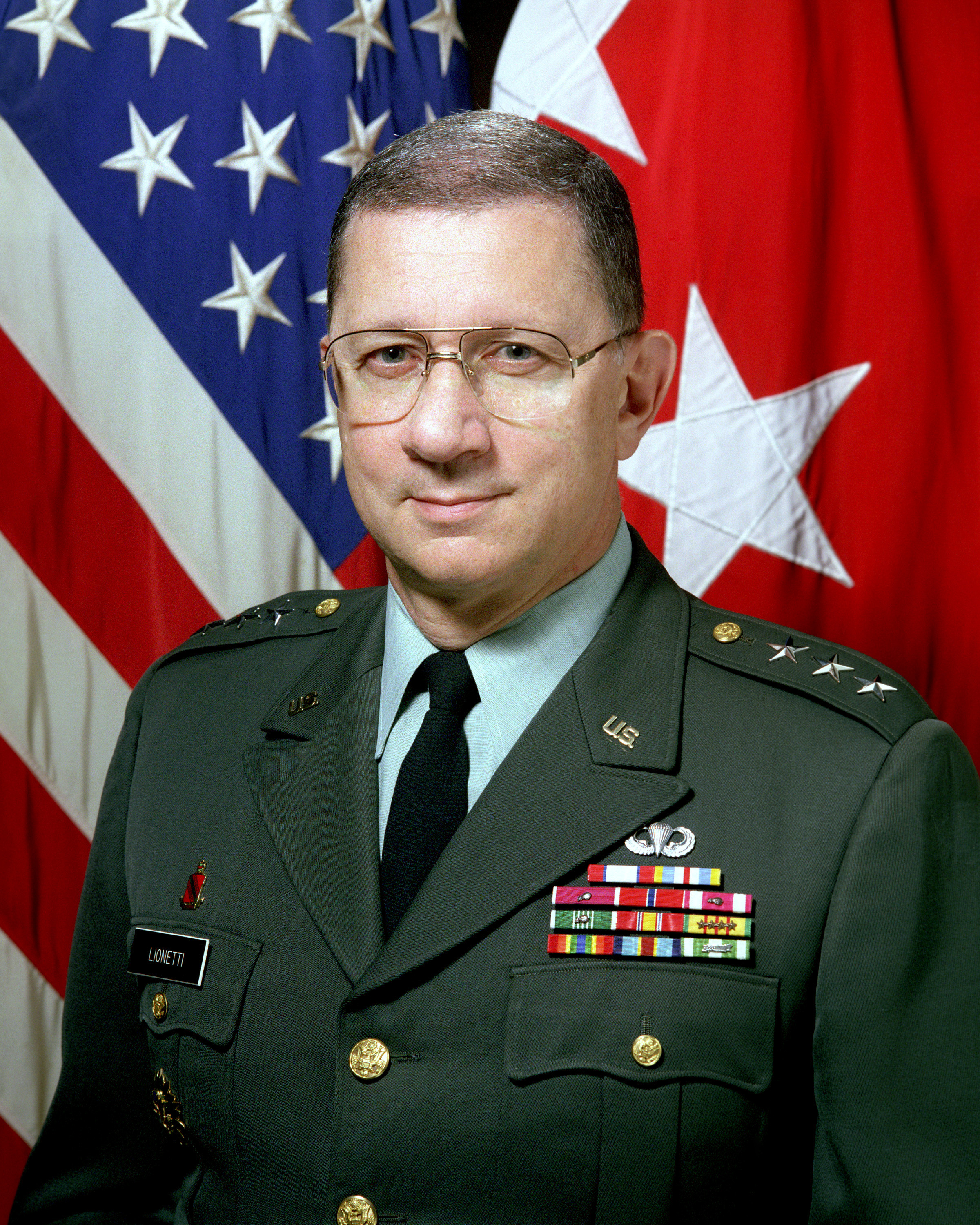
Generalleutnant Donald M. Lionetti (1992)

Donald Michael Lionetti (* 6. März 1940 in Jersey City, New Jersey; † 6. März 2019 in Tampa, Florida) war ein Generalleutnant der US Army, der zuletzt zwischen 1992 und 1994 Kommandierender General des Raumfahrt- und Strategischen Verteidigungskommandos des Heeres ARSPACE/ARSTRAT(Army Space Command & Strategic Defense Command) war.

## Leben
Donald Michael Lionetti, Sohn von Norman Lionetti und dessen Ehefrau Alice Rose Spano Lionetti, absolvierte nach dem Schulbesuch eine Ausbildung an der US Military Academy in West Point, die er 1961 mit einem Bachelor of Science (B.Sc.) abschloss. Im Anschluss wurde er als Leutnant übernommen und fand verschiedene Verwendungen in Einheiten der US Army. Zwischenzeitlich absolvierte er ein postgraduales Studium an der Arizona State University, das er 1971 mit einem Master of Science (M.Sc.) beendete. Er war zwischen 1983 und 1985 Kommandeur der Flugabwehreinheiten der in Fort Lewis stationierten 9. Infanteriedivision (9th Infantry Division) sowie von 1986 bis 1988 stellvertretender Kommandierender General des Standortes Fort Bliss. 1988 wechselte er als Leiter der Planungsabteilung zum Raumfahrtkommando der US-Streitkräfte USSPACECOM (United States Space Command) und übernahm danach zwischen 1989 und 1991 den Posten als Kommandierender General des Flugabwehrartilleriezentrums (Air Defense Artillery Center) in Fort Bliss, ehe er von 1991 bis 1992 Chef des Stabes des Heereskommando für Ausbildung und Einsatzschulung und -entwicklung TRADOC (United States Army Training and Doctrine Command).
Zuletzt löste Generalleutnant Donald M. Lionetti im August 1992 Generalleutnant Robert D. Hammond als Kommandierender General des Raumfahrt- und Strategischen Verteidigungskommandos des Heeres ARSPACE/ARSTRAT(Army Space Command & Strategic Defense Command) ab. Diesen Posten bekleidete er bis September 1994, woraufhin Generalleutnant Jay Garner seine Nachfolge antrat.
Aus seiner am 11. Juni 1961 geschlossenen Ehe mit Roberta Ann Tibbett gingen zwei Söhne und eine Tochter hervor.